# Pony Express (serie televisiva)
Pony Express  è una serie televisiva western statunitense trasmessa per la prima volta nel corso di una sola stagione dal 1959 al 1960.

## Trama
La serie racconta le avventure del Pony Express nel vecchio West.

## Personaggi
- Brett Clark (35 episodi, 1959-1960), interpretato da	Grant Sullivan.
- Donovan (33 episodi, 1959-1960), interpretato da	Don Dorrell.
- Tom Clyde (3 episodi, 1959-1960), interpretato da	Bill Cord.
- generale Tate (2 episodi, 1960), interpretato da	Douglas Kennedy.
- McGroo (2 episodi, 1960), interpretato da	Robert Ivers.
- Gus (2 episodi, 1960), interpretato da	Boyd 'Red' Morgan.

## Produzione
La serie fu prodotta da California National Productions e girata negli studios della Desilu a Culver City e nell'Iverson Ranch a Los Angeles, in California.

### Registi
Tra i registi della serie sono accreditati:
- Frank McDonald (5 episodi, 1959-1960)
- Jean Yarbrough (4 episodi, 1959-1960)

## Distribuzione
La serie fu trasmessa negli Stati Uniti dal 1959 al 1960 in syndication.

## Episodi
| Stagione       | Episodi | Prima TV USA |
| -------------- | ------- | ------------ |
| Prima stagione | 34+1    | 1959-1960    |